# 지질 A

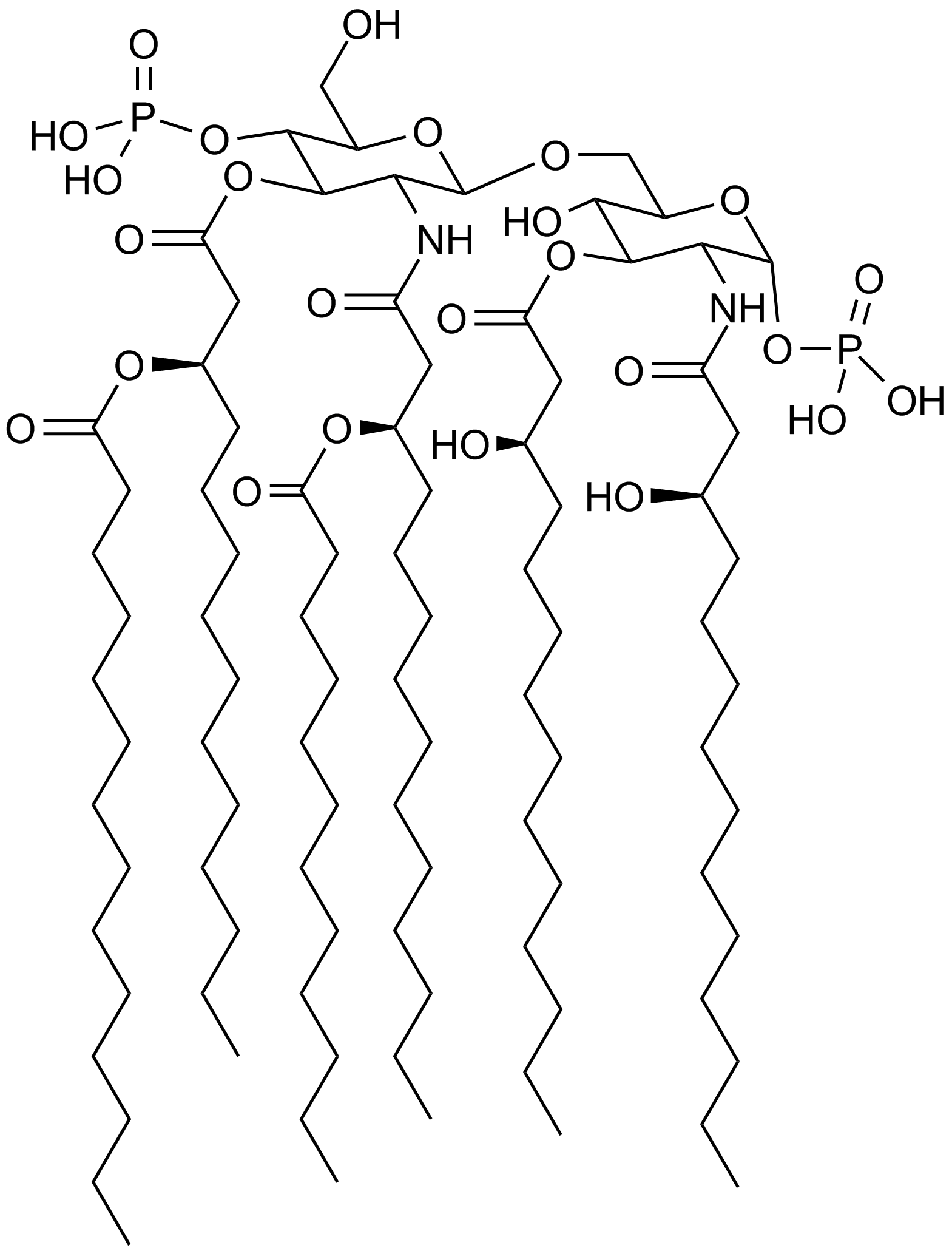

지질 A(Lipid A)는 그람 음성균의 독성을 담당하는 내독소의 지질 (생물학) 성분이다. 이는 내독소 분자라고도 불리는 지질다당류(LPS)의 세 영역 중 가장 안쪽에 있으며, 소수성 특성으로 인해 LPS를 외부 막에 고정할 수 있다. 지질 A의 독성 효과는 유해할 수 있지만, 면역 체계에 의한 지질 A의 감지는 그람 음성 감염에 대한 면역 반응의 시작과 후속 감염에 대한 성공적인 대처에 중요할 수도 있다.